# AirConnect
AirConnect (IATA: KS, OACI: KON, i Callsign:) és una aerolínia romanesa amb seu a Bucarest. Creada en 2021 per 7 inversors privats.

## Codis
- Codi IATA: KS
- Codi OACI: KON

## Història
Air Connect va ser fundada l'any 2021 per set inversors privats amb l'objectiu de donar servei al mercat regional del país.
L'aerolínia va iniciar el seu primer vol programat des de Bucarest a l'Aeroport de Baia Mare el 27 de març de 2023.ttps://centreforaviation.com/data/ profiles/airlines/air-connect-ks A més de destinacions a Romania, també s'ofereixen Viena i destinacions a Itàlia. L'octubre de 2023, la companyia va aturar els vols programats durant l'hivern, però per començar de nou el març de 2024. Les dues aeronaus (YR-ACA i YR-ACB) han estat volant en règim d'arrendament per a Aeroitalia des d'octubre.
El novembre de 2023, la companyia aèria italiana Aeroitalia es va fer càrrec de la companyia.
Al començament de 2023, va proposar un pla de connectivitat per a Melilla amb Màlaga, Madrid i altres ciutats europees com Porto, Lisboa i Faro.

## Destinacions
Aquests són les destinacions que opera l'aerolínia
- Romania
  - Baia Yegua - Aeroport de Baia Yegua
  - Bucarest - Aeroport de Bucarest
  - Cluj-Napoca - Aeroport de Cluj-Napoca
  - Constanta - Aeroport de Constanta
  - Suceava - Aeroport de Suceava
  - Oradea - Aeroport de Oradea
  - Subiu - Aeroport de Sibiu
  - Targu Muris - Aeroport de Targo Muris
  - Timisoara - Aeroport de Timisoara

- Hongria
  - Budapest - Aeroport de Budapest

- Croàcia
  - Dubrovnik - Aeroport de Dubrovnik

- Itàlia
  - Roma - Aeroport de Roma
  - Milà - Aeroport de Milà

Pròximament:
- Espanya
  - Melilla - Aeroport de Melilla
  - Màlaga - Aeroport de Màlaga-Costa del Sol
  - Madrid - Aeroport de Madrid

- Portugal
  - Lisboa - Aeroport de Lisboa
  - Porto - Aeroport de Porto
  - Faro - Aeroport de Faro

## Flota
La flota de AirConnect consta de les següents aeronaus 
- YR-ACA, operat des del 08/2014. (tipus 72-600)
- YR-ACB, operat des del 12/2014. (tipus 72-600)